# Martina Sorbara
Martina Sorbara (Toronto, 13 novembre 1978) è una cantante canadese, famosa per la sua militanza nel gruppo electropop Dragonette. Suo padre è Greg Sorbara.

## Carriera
Il primo album pubblicato da Martina Sorbara fu Unplaceables, nel 1998, ma non divenne famoso. La giovane ragazza inizia a fare uso di stupefacenti, come l'eroina. Poi nel 2000 pubblica il secondo album, The Cure, riferito proprio alle cure che le sono state fatte per farle smettere di far utilizzo di droga. Da quest'ultimo album viene estratto un unico singolo,  Bonnie & Clyde II, che venne utilizzato come colonna sonora del film Tutto quello che voglio, con Franka Potente e Elijah Wood
Nel 2010-2013 ha iniziato a collaborare con Martin Solveig nei suoi album, per esempio in Smash.

## Album
- 1998: Unplaceables
- 2000: The Cure